# Houtvaart (Haarlem)
De Houtvaart is een gegraven waterweg in de Nederlandse provincie Noord-Holland. De vaart stamt uit de middeleeuwen en diende oorspronkelijk als afwaterings- of draineringskanaal. Door de aanleg van de Westelijke Randweg volgt de vaart niet meer geheel zijn oorspronkelijke loop. De vaart werd bij de bouw van de weg verlegd, waardoor dit gedeelte Omgelegde Houtvaart  is gaan heten.
De Houtvaart ontspringt in Heemstede, stroomt langs Aerdenhout en vervolgt zijn weg en mondt uiteindelijk uit in Haarlem. Naar de vaart zijn de Houtvaartkade in Aerdenhout vernoemd en het Houtvaartkwartier, Houtvaartpad, Houtvaartkade en openluchtzwembad De Houtvaart in Haarlem.

## Geschiedenis
De Houtvaart werd in de middeleeuwen gegraven in noord-zuidelijke richting, ten westen van Haarlem. De vaart speelde een belangrijke rol bij de ontginning van het veengebied tussen de strandwallen aan weerszijden. De vaart heette in 1581 de Ruckebiers- of Ruyckebiersvaart en in 1601 werd de vaart de Aerdenhoutsvaart genoemd. Aerdenhout betekent anderden of aenderdenhout, dat wil zeggen de andere Hout (een ander bosgebied). deze naam moet in de loop der eeuwen verbasterd en vereenvoudigd zijn tot Houtvaart. De Houtvaart heeft dus een andere etymologische oorsprong dan de Haarlemmerhout.
Er wordt aangenomen dat de vaart oorspronkelijk in directe verbinding stond met de De Delft via een zijl, een spuisluis in de Zijlweg. Op een kaart uit circa 1600 zijn deze vaarten echter niet langer met elkaar verbonden en wateren ze af op de Garenkokersvaart en de Brouwersvaart. Op een kaart uit 1725 worden beide vaarten echter nog als "Delft" aangeduid, wat duidt op een historische samenhang.

## Loop
De Houtvaart begint bij de Leidsevaart, iets ten zuiden van de Zandvoortselaan in Heemstede en loopt hier een kort stuk westwaarts.  Bij het Goudbloemplein  buigt de vaart zich richting het noorden. Passeert de Zandvoortselaan loopt door het Park Haringbuys. Eenmaal in Haarlem loopt de vaart grotendeels parallel aan en ten westen van de Provinciale weg 208, die ter plaatse  de Westelijke Randweg heet. Vanaf de Pijlslaan ligt aan de overzijde van de Randweg de Omgelegde Houtvaart, verbonden met de originele door middel van een duiker.  Beide vaarten vervolgen hun weg in noordelijke richting.Tevens opent vanaf de Pijlslaan aan de westzijde het Westelijk Tuinbouwgebied. Halverwege dit gebied mondt de Marcelisvaart uit op de Houtvaart. Voor het kruispunt van de Randweg met de Vlaamseweg en De Ruijtersweg staan beide vaarten in verbinding door middel van een duiker, en vlak voor het kruispunt eindigt de Houtvaart. De Omgelegde Houtvaart passeert De Ruijterweg en mondt daarna uit op de Brouwersvaart.

## Bruggen en overspanningen
De Delft wordt overspannen door meerdere bruggen, waaronder:
- Duinvlietbrug
- Vlaamsebrug
- Blauwbrug
- Abel Tasmanbrug
- Minister de Leeuwbrug

## Fotogalerij

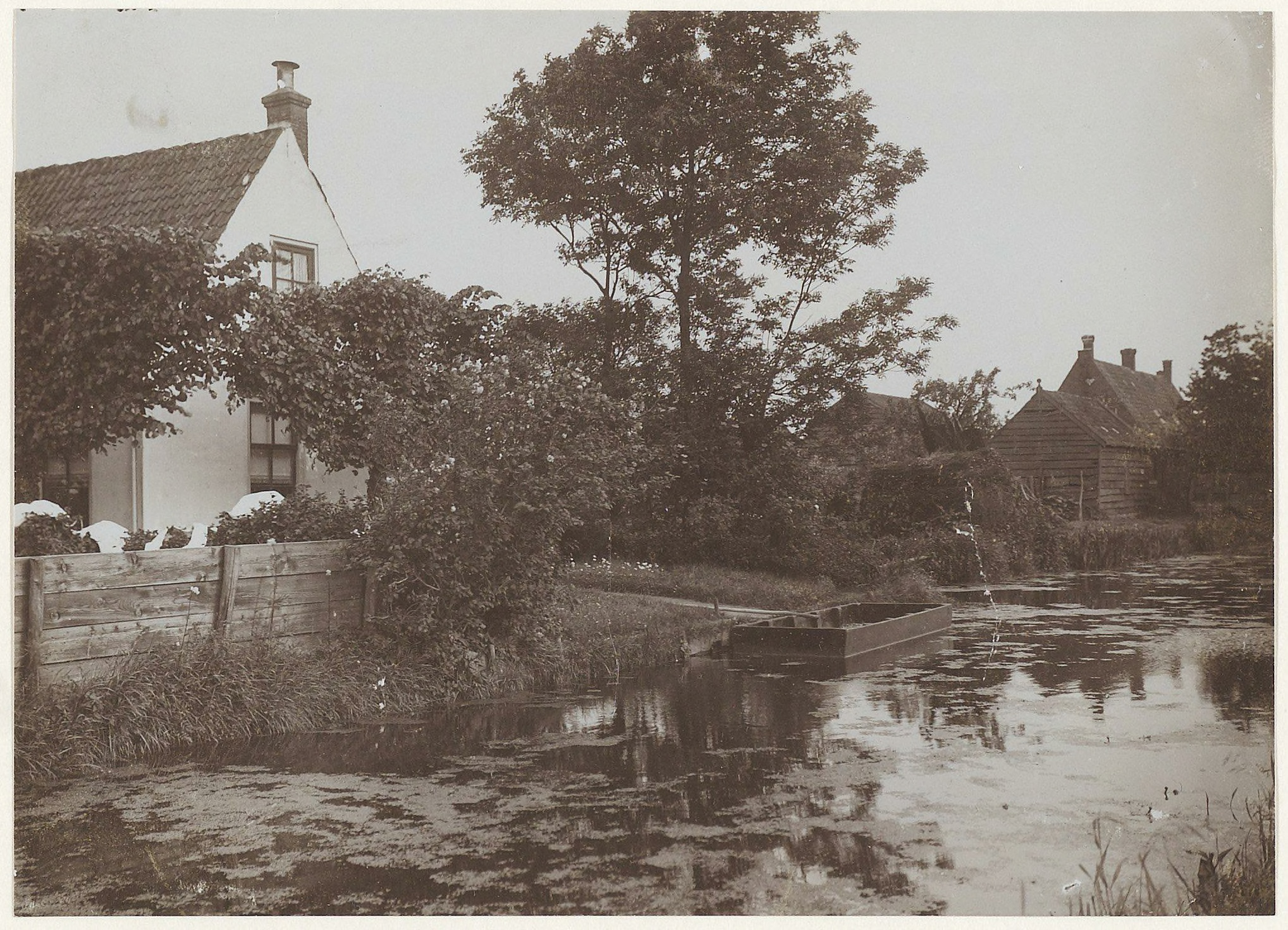
Woonhuis Jan Blom aan de Houtvaart 44 anno 1907
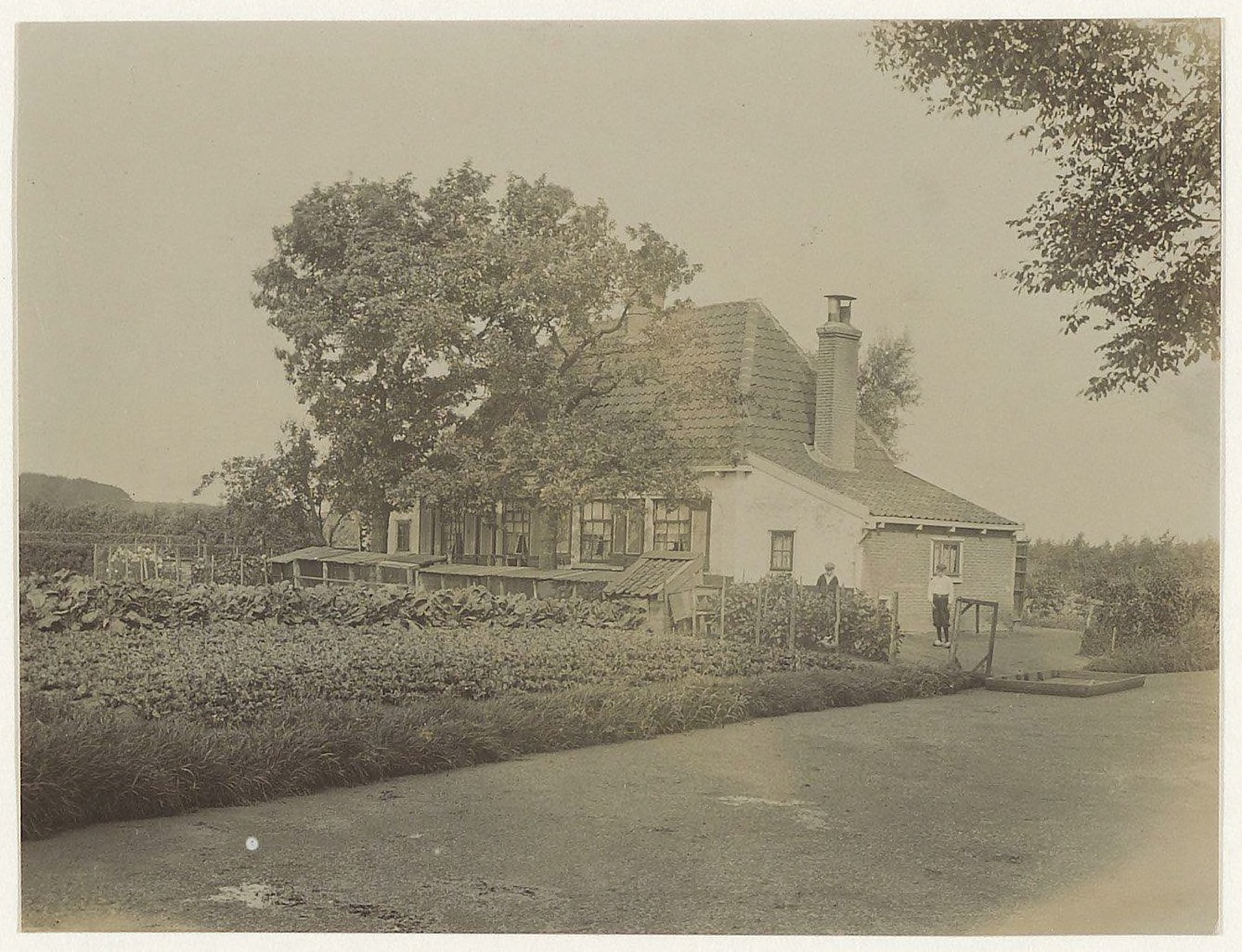
Houtvaart 60-62 anno 1910
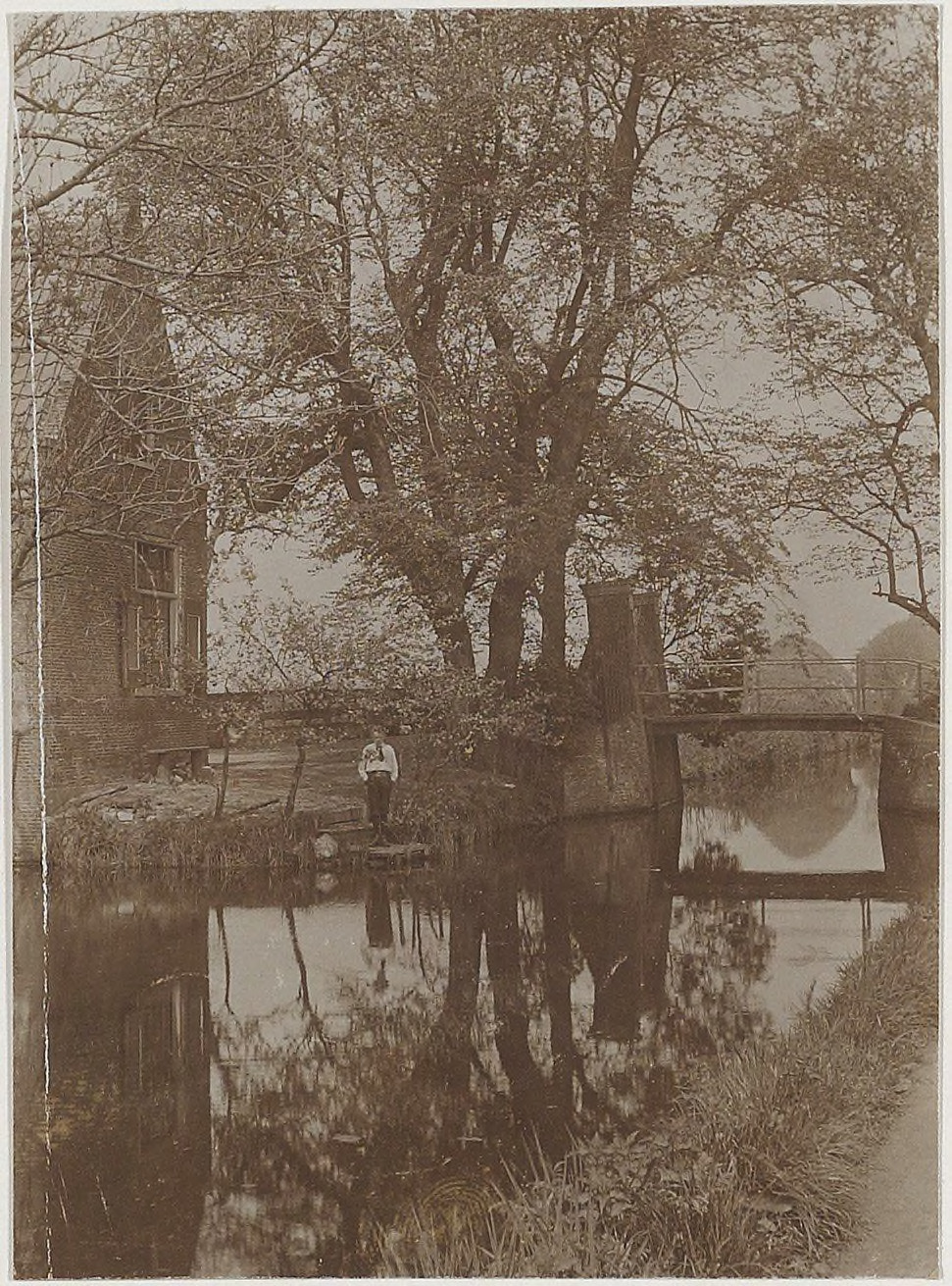
Huis Sandenhoef aan de ingang van Duinvliet anno 1910
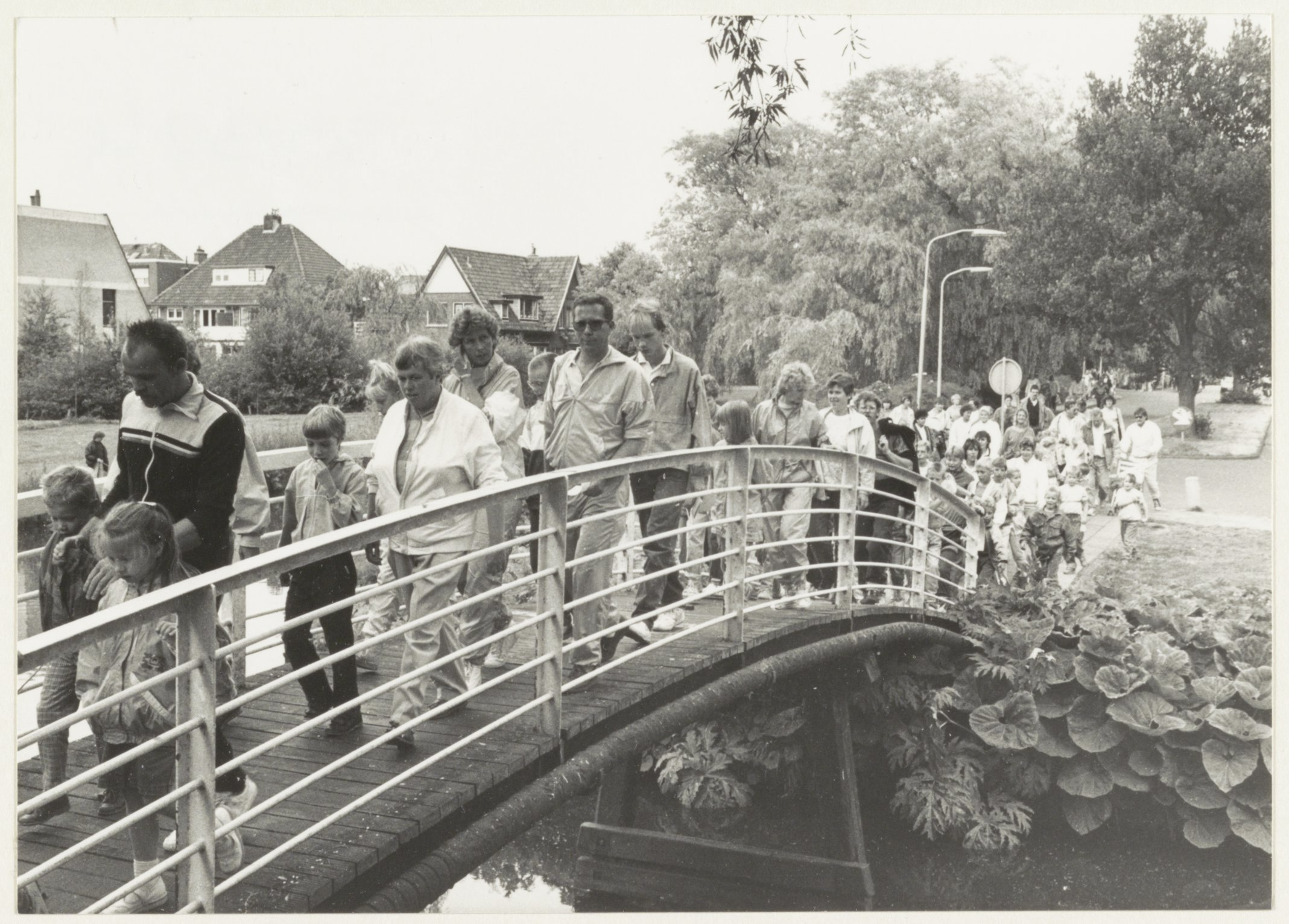
Drukte op een voetgangersbrug over de Houtvaart vanwege de  avondvierdaagse anno 1989